# Stelligera rigida
Stelligera rigida är en svampdjursart som först beskrevs av Montagu 1818.  Stelligera rigida ingår i släktet Stelligera och familjen Hemiasterellidae. Inga underarter finns listade i Catalogue of Life.